# Brązownictwo
Brązownictwo – dział rzemiosła zajmujący się wykonywaniem odlewów z brązu, zwłaszcza pomników oraz pokrywaniem przedmiotów brązem (brązowanie). W Polsce głównym ośrodkiem brązowniczym i siedzibą cechu brązowników była Warszawa. 
Rozwój brązownictwa warszawskiego nastąpił w okresie Królestwa Kongresowego, gdy brązownictwo wyodrębnione z mosiężnictwa stało się w Warszawie odrębną profesją. Powstało szereg firm odlewniczych na czele z Zakładem Norblina i Łopieńskich. Źródłem wiedzy o zabytkach brązownictwa starożytnego, historii brązu w Polsce i na świecie oraz  o brązownictwie warszawskim są wspomnienia Tadeusza Łopieńskiego, nestora rodu stołęcznych brązowników. 
W latach 50. XX wieku na skutek zmian ustrojowych większości ocalałych po wojnie lub reaktywowanych prywatnych firm brązowniczych zlikwidowano lub przekształcono w przedsiębiorstwa państwowe. 
Rzemieślnik zajmujący się brązownictwem to brązownik.